# Treviso
Treviso és una ciutat capital de la província de Treviso a la regió del Vèneto.

## Història
La ciutat es deia Tarvisium en temps del romans. Saquejada pels huns d'Àtila, va passar després als gots i als llombards que en van fer un ducat. Amb els carolingis fou capital d'una marca (Marca Trevisana)
El 905 Treviso era un bisbat i el bisbe exercí el poder temporal fins al 1237. El 911 va ser devastada pels hongaresos. La ciutat va rebre carta comunal el 1164.
El 1237 el poder va passar a Alberico di Romano, i després es va proclamar la república que van governar els güelfs Caminesi o altres, fins al 1329 en què va passar als Della Scala i el 1339 a la República de Venècia. Cedida a Leopold III d'Àustria el 1381 com a recompensa per la seva participació en la Guerra de Chioggia, el 1384 va ser venuda a Pàdua (dominada pels Carraresi) i després als Visconti de Milà (1387) per poc temps, tornant a Venècia el 1388.
Ocupada pels francesos el 1797, va pertànyer a Àustria i al Regne napoleònic d'Itàlia, i finalment a Àustria el 1813. El 1848 es va revoltar però va ser sotmesa el 14 de juny del mateix any. El 15 de juliol de 1866 fou incorporada a Itàlia.

## Fills il·lustres
- Angelo Ephrikian (1913-1982) director d'orquestra i violinista d'ascendència armènia.
- Giovanni Masutto (1830-1894), musicògraf i critic musical.
- Renzo Masutto (1858-1926), pianista i compositor.

## Bisbes de Treviso
- Adalbert 905-969
- Rosso 969-1001
- Roland 1001-?
- altres ?-1212
- Tiso 1212-1245

## Podestài senyors de Treviso
- Alberico di Romano 1237-1260
- Marco Badoero 1260
- Gerard III Caminesi 1294-1307
- Rizzardo IV Caminesi 1307-1312
- Guecellone VII Caminesi 1312